# Intuit Dome
El Intuit Dome es un recinto deportivo ubicado en Inglewood, California, Estados Unidos. Alberga los partidos que disputan como locales Los Angeles Clippers de la National Basketball Association (NBA) y tiene una capacidad para 18.000 espectadores.
El pabellón Intuit Dome tuvo un coste estimado de 1.800 millones de dólares y se ubica a unos pocos centenares de metros del estadio de fútbol americano SoFi Stadium (sede de Los Angeles Rams y Los Angeles Chargers), del recinto multiusos The Forum (también propiedad del dueño del equipo, Steve Ballmer), especializado en conciertos y espectáculos, del nuevo Hollywood Park Casino, y a solo 5 km del Aeropuerto Internacional de Los Ángeles.

## Historia

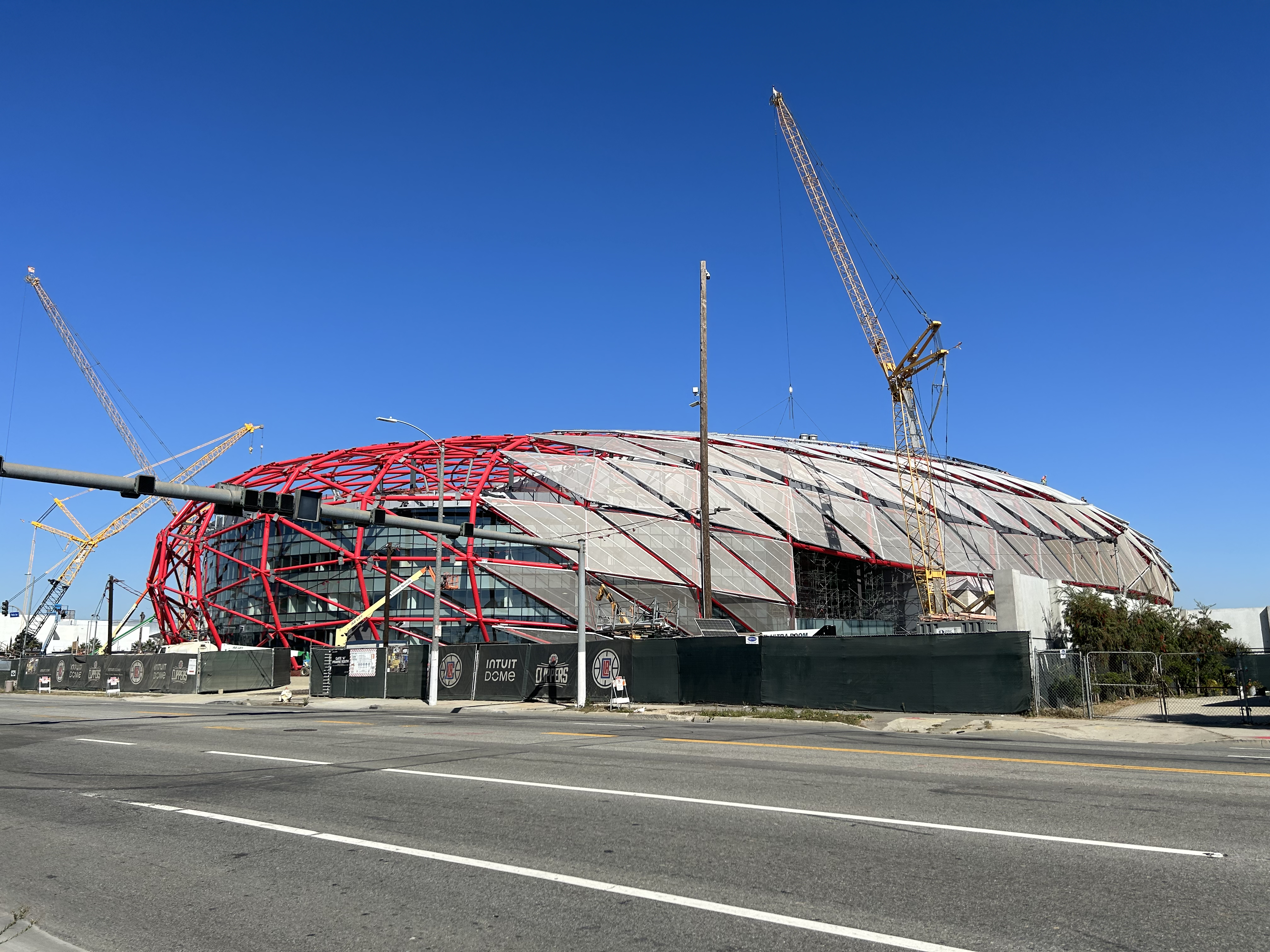
El Intuit Dome, en construcción. Año 2023.

En 2019 los Clippers anunciaron sus planes para construir un nuevo pabellón en Inglewood. Esto originó una serie de disputas con la Madison Square Garden Company, empresa propietaria del famoso The Forum. Finalmente, en marzo de 2020 Steve Ballmer, dueño de los Clippers, compró el Forum por 400 millones de dólares, dando vía libre a la ejecución del proyecto del nuevo pabellón del equipo angelino.
Las obras de construcción comenzaron el 17 de septiembre de 2021, con la colocación de la primera piedra del recinto. Ese mismo día se anunció que la empresa de software comercial Intuit daría nombre al pabellón en un acuerdo por 23 años.
El 12 de agosto de 2024, el periodista Shams Charania informó que Los Angeles Clippers harían su debut en la temporada regular y en casa en el Intuit Dome el 23 de octubre contra los Phoenix Suns. El equipo de baloncesto masculino de los UCLA Bruins planea abrir su temporada 2024-25 contra los Gonzaga Bulldogs en el estadio.
El Baloncesto se jugará en los Juegos Olímpicos de Los Ángeles 2028.

## Eventos
La gira Usher: Past Present Future de  Usher será el primer evento del estadio el 21 de septiembre de 2024.
El recinto también albergará el All-Star Game de la NBA de 2026, el 15 de febrero de ese año.
La empresa de lucha libre WWE presentara su programa en vivo RAW el 6 de enero de 2025 por primera vez en la aplicación Netflix.

## Características
El 25 de julio de 2019, los Clippers publicaron representaciones de la arena propuesta. El estadio, con capacidad para 18.000 espectadores, será diseñado por AECOM. Incluirá una instalación de práctica, una clínica de medicina deportiva, oficinas del equipo, espacio comercial y una gran plaza al aire libre con canchas de baloncesto que estará abierta al público.
El estadio también tiene más de 1.100 baños y urinarios, tres veces el promedio de la liga, para permitir a los aficionados regresar a sus asientos más rápido en lugar de esperar en largas filas.